# Stullenstadt
Stullenstadt ist eine ab 1999 nachgebaute Stadtkulisse auf dem Gefechtsübungszentrum Heer (GÜZ) der deutschen Streitkräfte auf dem Truppenübungsplatz Altmark in der Colbitz-Letzlinger Heide.

## Militärische Übungsstadt
Speziell auf dem Gebiet der Stadt Stullenstadt sollen die Soldaten auf die asymmetrische Kriegführung sowie auf plötzliche Angriffe, Selbstmordattentate oder Aufstände vorbereitet werden. Alle an den Manövern teilnehmenden Soldaten werden mit GPS und dem System Ausbildungsgerät Duellsimulator (AGDUS) für ihre Waffen ausgestattet. Außerdem ist die gesamte Anlage mit Kameras versehen und mobile Kamera-Teams filmen die wichtigsten Handlungen und machen so eine umfassende Manöverkritik möglich. 
Die Anlage galt seinerzeit als die modernste weltweit und als größte Europas. Vergleichbare Anlagen verwenden die Streitkräfte der Vereinigten Staaten, um ihre Soldaten auf Einsätze wie z. B. im Irakkrieg vorzubereiten.